# Операција Шакал (филм)
Операција Шакал (енгл. The Day of the Jackal) или алтернативно Дан(и) Шакала или Шакал је британско-француски политички трилер из 1973. године у режији Фреда Зинемана. Базиран у целости на истоименом роману Фредерика Форсајта, филм је смештен у Француској након Алжирског рата и прати плаћеног асасинатора „Шакала”, његов покушај да убије председника Шарла де Гола и покушаје француске жандармерије, коју предводи комесар Лебел, да га спречи. Главне улоге тумаче Едвард Фокс, Мајкл Лонсдејл и Олга Жорж-Пико.
Филм је био неочекивани комерцијални и критички успех. Номинован је за награду Оскар, две награде Златни глобус и шест награда БАФТА од којих је освојио једну (награду БАФТА за најбољу монтажу). Британски филмски институт га је уврстио у своју листу Сто најбољих британских филмова, 1999. године.
Холивудски римејк са Ричардом Гиром и Брусом Вилисом је снимљен 1997. године, упркос негодовању Зинемана и Форсајта. Овај незванични римејк, изменио је локацију и неке кључне карактере, и био је критички неуспех упркос значајном комерцијалном успеху.